# Beykoz 1908
Beykoz 1908 is de voetbalafdeling van sportclub opgericht in 1908 te Beykoz, een district van de provincie Istanbul, Turkije. De clubkleuren van Beykoz 1908 zijn geel en zwart. De thuisbasis van de voetbalclub is het Beykoz Stadion, dat een capaciteit heeft van 5000 toeschouwers. Beykoz 1908 is de als vierde opgerichte sportclub uit Istanbul. Alleen de Grote Drie, Beşiktaş JK, Galatasaray SK en Fenerbahçe SK, werden eerder opgericht.

## Geschiedenis

### Oprichting
Beykoz 1908 heeft in de beginjaren van de Süper Lig in totaal acht seizoenen gevoetbald in de hoogste Turkse voetbaldivisie. Beste prestatie van de ploeg was in het seizoen 1960/61 toen het vierde werd. In die tijd was de ploeg redelijk succesvol. Spelers van de ploeg kwamen uit in het nationale elftal, en er werden meerdere spelers verkocht aan de grotere ploegen uit Istanbul. In 1963/64 behaalde de club de kwartfinale van de Turkse Beker, waarin het nipt verloor van Altay SK. In 1966 degradeerde de ploeg naar de Türkiye Futbol Federasyonu 2. Lig. Sindsdien kan de ploeg, ondanks de grote financiële mogelijkheden, maar niet terugpromoveren naar de Süper Lig.
Beykoz 1908 is samen met Fenerbahçe SK de enige club uit het Aziatische deel van Istanbul, die ooit in de Süper Lig heeft gevoetbald.

### Gespeelde divisies
- 1e Divisie: 1958-1966
- 2e Divisie: 1966-1971, 1972-1979, 1980-1984, 1986-1991
- 3e Divisie: 1971-1972, 1979-1980, 1984-1986, 1991-2001, 2008--
- 4e Divisie: 2001-2008